# Robert Dhéry

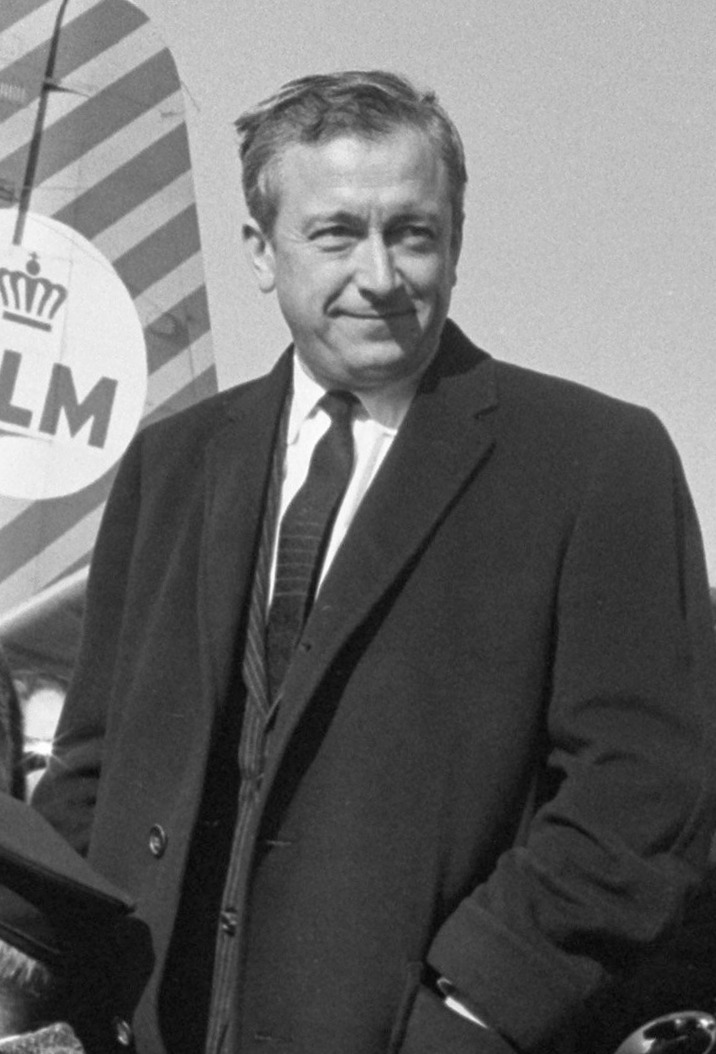
Robert Dhéry, 1962

Robert Dhéry (* 27. April 1921 in Héry, Frankreich; † 5. Dezember 2004 in Paris, Frankreich) war ein französischer Schauspieler und Regisseur.
Dhéry stand bereits mit 14 Jahren in der Zirkusmanege. Später studierte er am Pariser Konservatorium. Von 1938 bis 1940 spielte er verschiedene Rollen am Theâtre Mathurins. In den 1940er Jahren führte er erstmals Theater-Regie. Mit Lustspielen wie Der tolle Amerikaner (1961), Ein toller Bobby, dieser Flic (1964) und Balduin, der Trockenschwimmer (1967) erfreute er sich größter Beliebtheit.
Er starb am 5. Dezember 2004 in Paris an einer Herzkrankheit.

## Filmografie(Auswahl)
- 1939/41: Schleppkähne (Remorques) ungenannt
- 1943/45: Kinder des Olymp (Les enfants du paradis)
- 1944: Ein Fräulein vom Amt (Service de nuit)
- 1947: Eine Nacht im Tabarin (Une nuit à Tabarin)
- 1951: Bertrand Löwenherz (Bertrand cœur de lion) – auch Regie und Drehbuch
- 1954: Das Tollste vom Tollen (Ah! Les belles bacchantes)
- 1961: Der tolle Amerikaner (La belle Américaine) – auch Regie
- 1964: Ein toller Bobby, dieser Flic (Allez France!) – auch Regie und Drehbuch
- 1965: Der Dorfschullehrer und sein Automobil (La communale)
- 1968: Balduin, der Trockenschwimmer (Le Petit Baigneur) – Regie und die wichtigste Nebenrolle
- 1981: Malevil (Malevil)
- 1987: Die Passion der Beatrice (La passion Béatrice)